# Амінторе Фанфані
Амінторе Фанфані (італ. Amintore Fanfani; нар. 6 лютого 1908, П'єве-Санто-Стефано, Тоскана — пом. 20 листопада 1999, Рим) — італійський економіст і політик, колишній Голова Ради Міністрів Італії.

## Життєпис
Після вивчення економіки у Католицькому університеті Святого Серця в Мілані був лектором. Він працював в університетах Мілана та Рима (до 1983). Після Другої світової війни вступив до Християнсько-демократичної партії, з 1954 по 1959 і з 1973 по 1975 був її генеральним секретарем.
У 1946 році він був обраний до Установчих зборів, де він працював до 1948. Згодом, він отримав мандат члена Палати депутатів, успішно переобираючись на наступних виборах.
З травня 1947 по січень 1950 обіймав посаду міністра праці та соціального захисту. У липні 1951 він повернувся до складу Ради Міністрів як міністр сільського господарства (до липня 1953). Потім, у січні 1954 року став міністром внутрішніх справ. У січні того ж року став прем'єр-міністром (наймолодший в історії республіканської Італії до 1987 року, коли на себе взяв повноваження Джованні Горіа). Його уряд протримався менше десяти днів (з 18 січня по 30 січня). 1 липня 1958 знову очолив уряд (у коаліції з християнськими демократами і соціалістами), де також очолив Міністерство закордонних справ. Він пішов у відставку 15 лютого 1959. Третій уряд Фанфані очолив 26 липня 1960, а четвертий — 21 лютого 1962 (був прем'єр-міністром до 21 червня 1963).
У 1964 році він висував свою кандидатуру на посаду президента республіки. З березня по грудень 1965 і з лютого 1966 по 1968 знову був міністром закордонних справ. У 1965–1966 він був також головою Генеральної Асамблеї ООН.
У 1968 Фанфані став сенатором, до 1973 року був головою Сенату Італії. У 1972 році президент Джованні Леоне, на знак визнання його наукового та соціального внеску, присвоїв йому звання довічного сенатора. Він знову очолював Сенат з 1976 по 1982 і з 1985 по 1987. У 1978 році був в.о. президента після відставки Джованні Леоне.
У грудні 1982 року взяв на себе головування коаліційною Радою Міністрів (християнські демократи, соціал-демократи, ліберали і соціалісти). З 1 грудня 1982 по 4 серпня 1983 був головою свого п'ятого уряду. Останній раз він був прем'єр-міністром з 17 квітня по 28 липня 1987 року, у квітні 1988 обійняв посаду міністра внутрішніх справ, а потім, до липня 1989, міністра бюджету. Амінторе Фанфані до своєї смерті залишався членом сенату, з 1994 року належав до створеної Італійської народної партії.